# After Forever
After Forever war eine Symphonic-Metal-Band aus den Niederlanden, die 1995 gegründet wurde und sich 2009 auflöste.

## Geschichte

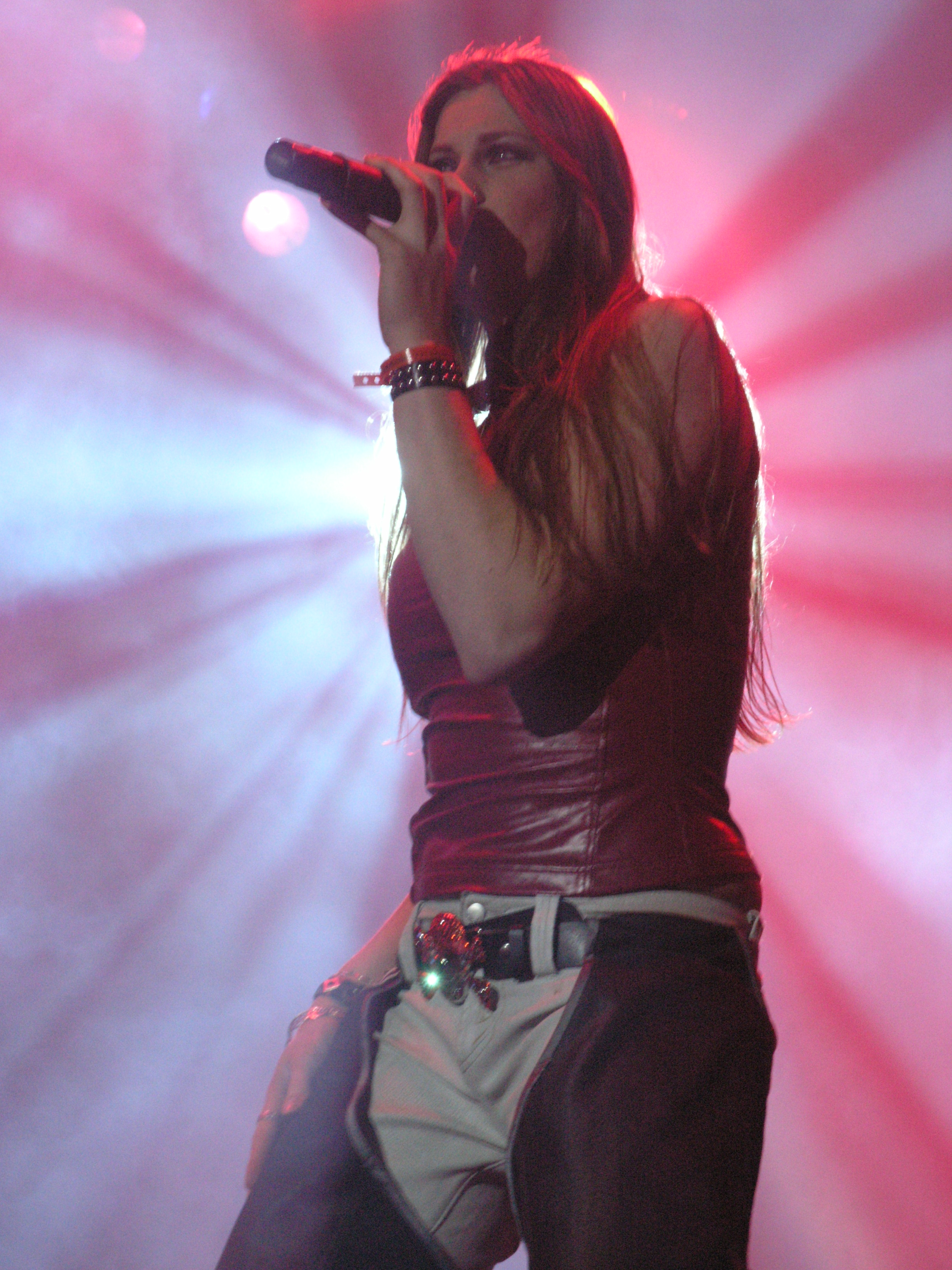
Floor Jansen auf dem Masters of Rock 2007

Zur Zeit der Gründung 1995 durch Mark Jansen und Sander Gommans war die Musikrichtung der Vorgängerband Apocalypse überwiegend Death-Metal-orientiert, mit Einflüssen aus der Klassik. Als Floor Jansen der Band 1997 beitrat, wurde der Stil abwechslungsreicher, die Metalelemente blieben jedoch stets erhalten. Parallel erfolgte die Umbenennung in After Forever. Das erste Album Prison of Desire (2000) bekam von der Presse positives Feedback, was die Band unterstützte.
Mit der Veröffentlichung von Decipher im Jahr 2001 wurde After Forever international anerkannt. Mit Erfolg gaben sie in Europa und Südamerika Konzerte und spielten an fast allen möglichen Aufführungsorten in den Niederlanden. Nach der Veröffentlichung des Albums verließ jedoch Mastermind Mark Jansen die Band und gründete die Gruppe Epica. 2003 nahmen die verbliebenen Mitglieder das Minialbum Exordium auf, welches eine kleine DVD enthielt sowie einen kleinen Vorgeschmack auf das 2004 herausgegebene Konzeptalbum Invisible Circles gab.
Invisible Circles erreichte Platz 26 in den niederländischen Album-Charts und bekam gute Kritiken in Deutschland, das ebenfalls ein wichtiger Markt für After Forever war. Im September 2005 erscheint mit Remagine das vierte Album. Es zeigt After Forever deutlich eingängiger als auf den drei vorherigen Alben. Nach der Trennung von ihrem Label Transmission Records im Juni 2006 veröffentlichte dieses kurz darauf ein Best-of von After Forever. Es trägt den Namen Mea Culpa und enthält Songs der bisherigen Veröffentlichungen sowie unveröffentlichtes Material.
Im Oktober 2006 unterschrieb die Band einen Vertrag beim deutschen Label Nuclear Blast. Nachdem am 23. März 2007 mit der Single Energize Me bereits ein Vorgeschmack auf das neue Album erschien, wurde dieses am 20. April 2007 unter dem Namen After Forever veröffentlicht. Als Gastmusiker wurden Jeff Waters von Annihilator sowie die deutsche Heavy-Metal-Sängerin Doro Pesch verpflichtet. Zudem wurde mit dem Prager Symphonieorchester zusammengearbeitet.
Dem Album gelang der Sprung auf Platz sechs der niederländischen Charts, auch in Deutschland erreichte es eine Chartplatzierung (# 98). Als DVD-Single wurde am 21. September 2007 das Stück Equally Destructive veröffentlicht.
Im Frühjahr 2008 gab die Band bekannt, dass sie mindestens ein Jahr pausieren möchten. Der Grund dafür war Sander Gommans' schwere Erkrankung 2007. Anfang Februar 2009 gab die Gruppe jedoch bekannt, dass sie sich aufgelöst hat, da die einzelnen Mitglieder neue musikalische Pfade betreten wollen. Sander Gommans gründete seitdem verschiedene Metal-Projekte (HDK; Magic-O-Metal), Joost van den Broek wurde Produzent und wirkte an mehreren Alben von Mark Jansen Band Epica mit, zudem war er zusammen mit Floor Jansen an der Band ReVamp beteiligt. Floor Jansen wurde noch während ihrer Zeit bei ReVamp im Jahr 2013 Sängerin von Nightwish. Luuk Van Gerven wurde Mitglied von Ex Libris (Dianne van Giersbergen), André Borgman ist mit Sander Gommans sowie dessen Frau Amanda Somerville an Trillium beteiligt, Bas Maas wirkt seit 2012 regelmäßig an Songs von Doro Pesch mit.

## Diskografie
Studioalben

| Jahr | Titel Musiklabel                             | Höchstplatzierung, Gesamtwochen, AuszeichnungChartplatzierungen (Jahr, Titel, Musiklabel, Platzierungen, Wochen, Auszeichnungen, Anmerkungen) | Höchstplatzierung, Gesamtwochen, AuszeichnungChartplatzierungen (Jahr, Titel, Musiklabel, Platzierungen, Wochen, Auszeichnungen, Anmerkungen) | Höchstplatzierung, Gesamtwochen, AuszeichnungChartplatzierungen (Jahr, Titel, Musiklabel, Platzierungen, Wochen, Auszeichnungen, Anmerkungen) | Höchstplatzierung, Gesamtwochen, AuszeichnungChartplatzierungen (Jahr, Titel, Musiklabel, Platzierungen, Wochen, Auszeichnungen, Anmerkungen) | Höchstplatzierung, Gesamtwochen, AuszeichnungChartplatzierungen (Jahr, Titel, Musiklabel, Platzierungen, Wochen, Auszeichnungen, Anmerkungen) | Anmerkungen                             |
| Jahr | Titel Musiklabel                             | DE | AT | CH | NL | BEF | Anmerkungen                             |
| ---- | -------------------------------------------- | --- | --- | --- | --- | --- | --------------------------------------- |
| 2000 | Prison of Desire Transmission Records (TMD)  | — | — | — | — | — | Erstveröffentlichung: April 2000        |
| 2001 | Decipher Transmission Records (TMD)          | — | — | — | — | — | Erstveröffentlichung: 5. November 2001  |
| 2004 | Invisible Circles Transmission Records (TMD) | — | — | — | NL24 (11 Wo.)NL | BEF74 (2 Wo.)BEF | Erstveröffentlichung: 25. März 2004     |
| 2005 | Remagine Transmission Records (TMD)          | — | — | — | NL21 (7 Wo.)NL | BEF55 (3 Wo.)BEF | Erstveröffentlichung: 9. September 2005 |
| 2007 | After Forever Nuclear Blast (NB)             | DE98 (1 Wo.)DE | — | — | NL6 (7 Wo.)NL | BEF89 (2 Wo.)BEF | Erstveröffentlichung: 23. März 2007     |